# Олефірівка (Миргородський район)
Олефі́рівка —  село в Україні, у Великосорочинській сільській громаді Миргородського району Полтавської області. Населення становить 165 осіб. Колишній орган місцевого самоврядування — Савинцівська сільська рада.

## Географія
Село Олефірівка знаходиться на лівому березі річки Псел, вище за течією на відстані 1,5 км розташоване село Панасівка, нижче за течією на відстані 4 км розташоване село Великі Сорочинці, на протилежному березі - село Савинці. Річка в цьому місці звивиста, утворює лимани, стариці і заболочені озера.

## Населення

### Мова
Розподіл населення за рідною мовою за даними перепису 2001 року:
| Мова       | Кількість | Відсоток |
| ---------- | --------- | -------- |
| українська | 162       | 98.18%   |
| російська  | 3         | 1.82%    |
| Усього     | 165       | 100%     |

## Історія
У 18 ст. село адміністративно належало до Сорочинської сотні Миргородського полку. 1737 сорочинський сотник Микола Горонескул (виходець з Румунії) володів тут 15 селянськими дворами. 1738 його право володіти Олефірівкою затвердив і Сенат у Петербурзі. Справа про надання замість сільця Олефірівка  села Панасівки (Опанасівки) старшинам Миргородського полку Андрію і Опанасу (Афанасію) Горонескулам синам Миколи Горонескула датована 15 грудня 1752 - 13 березня 1758 рр. 
Село особливо постраждало внаслідок геноциду українського народу, проведеного урядом СРСР 1932-1933 та 1946-1947. Частина жертв зазначена у списках Національної книги пам'яти жертв Голодомору в Україні. 